# Ruotuväki
Ruotuväki är den finländska försvarsmaktens personaltidning med säte i Helsingfors. Den kommer ut med 22 nummer per år, och det första numret utkom 1962. Två gånger per år medföljer som bilaga en rekrytbilaga, och en gång per år en mönstringsbilaga (på finlandssvenska: uppbådsbilaga). Svenskspråkiga spalter förekommer i tidningen då och då.
Papperstidningens upplaga uppgår till cirka 28 000 exemplar, och den ges ut även som webbtidning. Papperstidningen trycks hos Pirkanmaan Lehtipaino Oy i Tammerfors.
Till Ruotuväki väljs vanligen mellan sju och tio värnpliktiga (på finlandssvenska: beväringar) från varje inryckningskontingent såväl efter rekrytperioden som efter underofficers- och reservofficerskurserna. I huvudsak är tjänstgöringstiden 270 dagar eller 362 dagar. Då personalen väljs värdesätts tidigare arbetserfarenhet och utbildning inom branschen. Till redaktionen hör därtill tre fastanställda personer. 

## Chefredaktörer
Som chefredaktörer har tidigare verkat:
| Aatos Heinonkoski  | 1963 – 1968 |
| Pentti Palmu       | 1968 – 1971 |
| Heikki Tiilikainen | 1971 – 1976 |
| Tapani Talari      | 1976 – 1988 |
| Harri Heinilä      | 1988 – 1994 |
| Jussi Viljanen     | 1994 – 2003 |
| Panu Pokkinen      | 2003 – 2006 |
| Mikko Ilkko        | 2006 –      |